# 室井光広
室井 光広（むろい みつひろ、1955年1月7日 - 2019年9月27日）は、日本の小説家、文芸評論家。

## 来歴
福島県南会津郡下郷町出身。生家は農家。
福島県立会津高等学校から早稲田大学政治経済学部に入学するが、理数音痴のために行き詰まり、演劇に興味を持ち始める。ドストエフスキーに熱中した後にキルケゴールに関心を持ち、帰郷してデンマーク語を独習する。ロンドンから取り寄せたテープでアンデルセン童話を聞く。21歳のとき、早稲田キャンパス新聞主催の第8回キャンパス文芸賞にドストエフスキー論で入選（選考委員は秋山駿）。慶應義塾大学文学部に再入学し、哲学科を卒業。在学中は慶應義塾外国語学校でロシア語を学び、東アジア諸国の言語も独習する。卒論はミシェル・フーコー。
拓殖大学図書館の司書として勤めているときにホルヘ・ルイス・ボルヘスに出会い、俳句、短歌、詩、評論、小説などを書き始める。図書館を退職して32歳から主夫生活を送る。
1988年、「零の力　J.L.ボルヘスをめぐる断章」で第31回群像新人文学賞（評論部門）受賞。1991年、駿台予備学校英語科講師として就職。このときの同僚に今井宏がいる。同年、『群像』に「猫又拾遺」を発表し、小説家としてもデビュー。1994年、「おどるでく」で第111回芥川龍之介賞受賞。同作の単行本は芥川賞受賞作史上最低の売れ行きで、文庫化もされなかった。しかし、田中和生には「とても光栄なことでは」との言葉をもらう。
1995年、東京工業大学で講義を担当。1998年、立教大学で講義を担当。2001年、慶應義塾大学・久保田万太郎講座や早稲田大学で講義を担当。2006年、東海大学文学部文芸創作学科助教授。同年より神奈川県大磯町西小磯に在住。2007年准教授。
2011年の東日本大震災を機に商業的な執筆活動を終了する。2012年、東海大学退職。文学塾てんでんこを立ち上げ、主宰となる。
2019年9月27日、死去。

## 作品リスト
- 『漆の歴史 - history of Japan』（私家版詩歌句集、1988年、限定2部。1996年再刊、限定12部）
- 『猫又拾遺』（1994年4月、立風書房）
  - 「猫又拾遺」（「群像」1991年10月号）
  - 「あんにゃ」（「群像」1992年9月号）
  - 「かなしがりや」（「群像」1993年8月号）
- 『おどるでく』（1994年7月、講談社）
  - 「おどるでく」（「群像」1994年4月号）
  - 「大字哀野」（「群像」1994年8月号）
- 『そして考』（1994年9月、文藝春秋） 
  - 「そして考」（「文學界」1994年4月号）
  - 「ヴゼット石」（「文學界」1994年9月号）
- 『零の力』（1996年3月、講談社）
  - 「零の力 - Ｊ・Ｌ・ボルヘスをめぐる断章」（「群像」1988年6月号）
  - 「木乃伊取り - 実践的批評について」（「群像」1989年2月号）
  - 「靈の力 - エズラ・パウンドを思う」（「群像」1991年9月号）
  - 「批評家失格という事 - 初期小林秀雄の可能性」（「群像」1992年11月号）
  - 「声とエコーの果て - 新三位一体論」（「群像」1995年4月号）
- 『縄文の記憶』（1996年8月、紀伊國屋書店）
- 『あとは野となれ』（1997年、講談社、初出「群像」1997年4月号）
- 『キルケゴールとアンデルセン』（2000年、講談社）
- 『カフカ入門 - 世界文学依存症』（2007年、東海大学出版会)
- 『ドン・キホーテ讃歌 - 世界文学練習帖』（2008年、東海大学出版会）
- 『プルースト逍遥 - 世界文学シュンポシオン』（2009年、五柳書院）
- 『柳田国男の話』（2014年、東海教育研究所）
- 『わらしべ集』乾の巻、坤の巻（2016年、深夜叢書社）
- 『詩記列伝序説』（2020年、双子のライオン堂出版部）
- 『多和田葉子ノート』（2020年、双子のライオン堂出版部)
- 『おどるでく - 猫又伝奇集』 (2023年、中公文庫）
- 『エセ物語 (対抗言論叢書)』 （2023年、法政大学出版局）（「三田文学」2008年秋号から12回の連載、その後「てんでんこ」連載）

### 単行本未収録作品
- 「ナワの回転」（「群像」2003年1月号）

## 翻訳
- シェイマス・ヒーニー『プリオキュペイションズ - 散文選集1968‐1978』（佐藤亨との共訳、2000年、国文社）